# Ferdinand Seidl (Politiker)
Ferdinand Seidl (* 12. Januar 1875 in Koschlan, Böhmen; † 6. Juli 1915 bei Lublin, Russisches Kaiserreich) war ein deutschböhmischer Journalist und Politiker. Als Journalist benutzte er auch das Pseudonym Kurt Rudolf.
Ferdinand Seidl absolvierte die Handelsakademie in Wien und arbeitete anschließend einige Jahre als Privatbeamter. 1899 wandte er sich dem Journalismus zu und leitete vier Jahre lang das Deutsche Nordmährerblatt in Olmütz. Ab 1905 wohnte er in Troppau. Dort war er drei Jahre lang Chefredakteur des deutschnational-antisemitischen Blattes „Deutsche Wehr“. Ab 1906 war er Eigentümer und Herausgeber von „Die neue Zeit“, dem Parteiorgans der Deutschen Arbeiterpartei (DAP), der er auch angehörte. Aufgrund seiner journalistischen Betätigung wurde er mehrmals für verschiedene Pressedelikte vorbestraft.
Politisch trat Seidl als Agitator und Redner für die DAP auf. 1909 wurde er Gemeinderat von Troppau. 1911 wurde er im Landgemeindenwahlkreis Jauernig-Weidenau-Freiwildau in den Reichsrat gewählt. Als Reichsratsabgeordneter trat er dem Deutschen Nationalverband bei. Im Reichsrat wurde er zwei Mal in die Delegation gewählt. Er war Vorsitzender der schlesischen Landesparteiorganisation der DAP, Obmann des „Deutschen politischen Vereins für Schlesien“ und des „Verbands deutscher Arbeitnehmer in Troppau“.
Bei Beginn des Ersten Weltkriegs meldete er sich freiwillig, besuchte die Reserveoffiziersschule in Troppau und ging als Landsturmleutnant ins Feld. Im Juli 1915 kam er bei Kämpfen um Kraśnik ums Leben. Er wurde auf dem Ortsfriedhof von Wilkołaz beerdigt.
Ferdinand Seidl hinterließ eine Witwe und zwei Kinder. Seine Söhne waren der Komponist Kurt Seidl und der Autor Walter Seidl.

## Belege
1. ↑  Ernst Viktor Zenker: Geschichte Der Journalistik in Österreich. K.k. Hof- u. Staatsdruckerei, Wien 1900, S. 81 (eingeschränkte Vorschau in der Google-Buchsuche).
2. 1 2  Der Tod des Abgeordneten Ferdinand Seidl. In: Neues Wiener Tagblatt. Demokratisches Organ, 17. Juli 1915, S. 10 (online bei ANNO).
3. ↑  In unseren Bildern. In: Österreichs Illustrierte Zeitung, 25. Juli 1915, S. 12 (online bei ANNO).
4. ↑  Aus Schlesien und Mähren. In: Mährisch-Schlesische Presse, 17. Juli 1915, S. 4 (online bei ANNO).

| Personendaten    | Personendaten                                    |
| ---------------- | ------------------------------------------------ |
| NAME             | Seidl, Ferdinand                                 |
| ALTERNATIVNAMEN  | Rudolf, Kurt (Pseudonym)                         |
| KURZBESCHREIBUNG | deutschböhmischer Journalist und Politiker (DAP) |
| GEBURTSDATUM     | 12. Januar 1875                                  |
| GEBURTSORT       | Koschlan, Böhmen                                 |
| STERBEDATUM      | 6. Juli 1915                                     |
| STERBEORT        | bei Lublin, Russisches Kaiserreich               |